# Piero Calamandrei

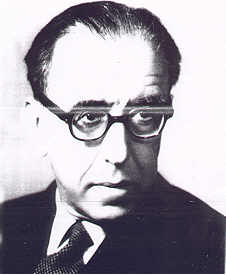

(Piero Calamandrei, Lapide ad ignominia)
Piero Calamandrei (Firenze, 21 aprile 1889 – Firenze, 27 settembre 1956) è stato un politico, giurista e avvocato italiano, nonché uno dei fondatori del Partito d'Azione.

## Biografia
Era il figlio di Rodolfo Calamandrei, professore universitario di sentimenti mazziniani e deputato radicale dal 1909 al 1910, e di Laudomia Pimpinelli.

### Origini e formazione
Dopo aver ottenuto la maturità classica presso il Liceo Michelangiolo di Firenze, fu allievo del giurista Carlo Lessona e si laureò in giurisprudenza all'Università di Pisa nel 1912. Si trasferì quindi a Roma, dove dal dicembre 1914 iniziò a frequentare Giuseppe Chiovenda e partecipò a vari concorsi universitari, finché nel 1915 fu nominato professore di procedura civile all'Università di Messina.
Interventista, prese parte alla prima guerra mondiale come volontario con il grado di sottotenente di complemento nel 218º reggimento di fanteria. Ne uscì col grado di capitano, e lasciò il Regio esercito nel 1919 per proseguire la propria carriera accademica.
Fu successivamente promosso tenente colonnello.
Nel 1918 fu chiamato all'Università di Modena, per poi passare a quella di Siena diventandone ordinario nel 1919 in seguito alla morte di Lessona. Della commissione incaricata a valutarne le capacità faceva parte il giurista Alfredo Rocco. Infine, nel 1924, scelse di passare alla nuova facoltà giuridica di Firenze, dove ha tenuto fino alla morte la cattedra di diritto processuale civile.

### Il ventennio fascista e l'attività di giurista
Quando nel 1924 fu istituita la Commissione per la riforma dei codici, Calamandrei fu inserito nella sottocommissione incaricata di riformare il codice di procedura penale. La commissione terminò il proprio compito nel 1926, ma le proposte rimasero sulla carta.
Partecipò, insieme a Dino Vannucci, Ernesto Rossi, Carlo Rosselli e Nello Rosselli alla formazione di Italia libera, un gruppo clandestino di ispirazione repubblicana e antifascista. Dopo il delitto Matteotti entrò a far parte del movimento Unione Nazionale, un partito liberale e antifascista fondato da Giovanni Amendola, entrando nel consiglio direttivo. Nel 1925 sottoscrisse il Manifesto degli intellettuali antifascisti di Benedetto Croce. Durante il ventennio fascista fu uno dei pochissimi professori e avvocati a non chiedere la tessera del Partito Nazionale Fascista e collaborò con la testata Non Mollare. Nel 1931, per mantenere la cattedra universitaria, giurò fedeltà al regime fascista. Calamandrei firmò perché considerava l'insegnamento "il suo posto di combattimento", ma quella sottomissione gli costerà "l'animo straziato".
Negli anni seguenti vi furono altri tentativi da parte dei ministri Pietro De Francisci prima e del nuovo ministro Arrigo Solmi di riformare i codici ma non ebbero sviluppo pratico. Nel 1939 divenne nuovo ministro di Grazia e Giustizia il bolognese Dino Grandi che riprese in mano l'idea di riformare i codici. Grandi affidò subito l'incarico al magistrato Leopoldo Conforti e decise inoltre di coinvolgere in maniera diretta i più importanti studiosi di procedura civile dell'epoca che erano Enrico Redenti, Francesco Carnelutti e Calamandrei. Il 16 ottobre 1939 il ministro Grandi in un celebre discorso indicò quali fossero le linee in base alle quali avrebbe dovuto svolgersi la riforma dei codici poi tramite il suo capo gabinetto richiese il parere dello stesso Calamandrei il quale svolse una relazione prettamente tecnica mentre il 13 novembre tutti e tre i giuristi furono invitati ad esprimere il proprio parere sul precedente lavoro di riforma effettuato da Conforti. Calamandrei fu poi invitato insieme a Carnelutti e Redenti ad una riunione insieme con il ministro Grandi che si tenne tra il 18 e il 21 dicembre.
Nel corso del 1940 Grandi, nel frattempo diventato Presidente della Camera dei fasci e delle corporazioni, decise di privilegiare il rapporto con lo stesso Calamandrei che infatti convocò il 26 aprile 1940. In questa occasione, come lo stesso Calamandrei annotò sul proprio diario, Grandi gli riferì di un colloquio avuto con Mussolini in cui gli aveva detto che dei tre giuristi coinvolti nel progetto "il più fascista è il non fascista Calamandrei", Calamandrei perplesso domandò "Tutto sta a vedere che significato Lei dà alla parola fascista", ma Grandi lo tranquillizzò replicando "In senso buono" allora Calamandrei rispose "Allora me ne compiaccio". All'inizio della seconda guerra mondiale Calamandrei fu richiamato al fronte ma ottenne una dispensa per intervento di Grandi che lo aveva incaricato nel frattempo di svolgere l'ultima revisione del codice di procedura civile.
Nella relazione preparata per il Re, Calamandrei espose come nel nuovo codice di procedura civile fossero presenti i principi legislativi cui si erano ispirati e come le più importanti innovazioni di quei principi avessero trovato attuazione. Calamandrei indicò inoltre come propria fonte di ispirazione il giurista Giuseppe Chiovenda. Il nuovo codice di procedura civile fu promulgato il 28 ottobre 1940 ed entrò definitivamente in vigore il 21 aprile 1942. Per il proprio lavoro subito dopo la promulgazione del codice Calamandrei fu decorato dallo stesso ministro Grandi con le insegne di cavaliere di Gran Croce. Il codice di procedura civile emanato nel 1942 è in parte ancora in vigore in Italia. Nel 1941 il "Centro di studi giuridici" lo coinvolse nel progetto di pubblicare cinque volumi sul pensiero giuridico italiano e il suo intervento intitolato "Gli studi di diritto processuale civile in Italia nel Ventennio fascista" fu inserito nel primo volume della collana.
Calamandrei partecipò anche ai lavori preparatori per il nuovo codice civile di cui partecipò attivamente alla stesura del VI libro. Si dimise da professore universitario per non sottoscrivere una lettera di sottomissione al duce che gli venne chiesta dal rettore del tempo.

### I lavori per il nuovo codice di procedura civile
Secondo lo stesso Calamandrei, nel nuovo codice di procedura civile, approvato con R.d. del 28 ottobre 1940, trovano formulazione legislativa gli insegnamenti fondamentali della scuola di Giuseppe Chiovenda. A riprova di ciò, Alessandro Galante Garrone (Calamandrei, Garzanti, 1987) sottolineò che la relazione del Guardasigilli al Re, scritta in uno stile inconfondibilmente scorrevole e piano, è opera dello stesso Calamandrei. E immediatamente dopo l'entrata in vigore del codice, Conforti in alcuni scritti giuridici e lo stesso Grandi nel suo epistolario con Calamandrei affermarono in maniera esplicita di essersi richiamati all'insegnamento di Giuseppe Chiovenda.
Secondo studi più recenti (vedi a proposito Piero Calamandrei e la procedura civile, miti leggende interpretazione documenti di Franco Cipriani, Edizioni Scientifiche Italiane 2007), il codice di procedura civile non aveva nulla di "chiovendiano" (Calamandrei, seppur lo frequentò, secondo alcuni sarebbe stato addirittura avversario di Chiovenda), poiché era un codice autoritario, tipico frutto di un regime liberticida. Autoritario soprattutto per quanto riguarda l'autorità del giudice, concetto dietro cui si nascondeva il forte autoritarismo e l'inquisitorietà della figura del magistrato nella conduzione del processo (in particolare in fatto di ammissione delle prove), che riprendeva con pochissime modifiche il progetto definitivo Solmi del 1939. Da guardasigilli, lo storico del diritto Arrigo Solmi aveva portato avanti i lavori sul codice di procedura civile avvalendosi di una commissione cui l'unico membro proveniente dal mondo accademico era Redenti. In pratica i lavori furono portati avanti senza l'ausilio della dottrina, che rispose in maniera molto critica alle opzioni autoritarie insite in quella bozza.
Ad esempio lo stesso Calamandrei fu molto critico rispetto ad essa, ma solo sul piano tecnico, sapendo di non poter contrastare il fascismo sul piano dei principi. Grandi, che succedette a Solmi nel 1939 ed era un fine politico, si avvalse principalmente dell'apporto di Calamandrei, Carnelutti e Redenti, ossia gli esponenti più autorevoli della scienza processual-civilistica del tempo. Sempre secondo Cipriani , Calamandrei sarebbe stato l'unico ad accettare di buon grado la collaborazione, probabilmente pensando che fosse l'unico modo per influire sul nuovo codice e arginare le tendenze autoritarie che Grandi, avendo l'obiettivo di rielaborare con poche modifiche il progetto definitivo Solmi, stava imprimendo alla riforma. Calamandrei tentò di prendere in mano l'operazione con sottili proposte tese a neutralizzare l'autoritarismo del codice, ma con risultati marginali. Ad esempio, in occasione della revisione finale dell'articolato riuscì a inserire nel codice, sotto forma di articoli e di rubriche di articoli, alcuni istituti enucleati dal Chiovenda e alcuni brani presi di peso dai Principii di Chiovenda. A quel punto, provò a creare una base ideologica per il codice nella relazione al Re, puntando sui principi di Chiovenda (quest'ultimo, evento unico, è citato ben sette volte nella relazione al re, mentre sono spariti i riferimenti a Lodovico Mortara, probabilmente espunti dallo stesso Grandi), in verità del tutto assenti nel codice, o inserendo idee che in realtà non erano state accolte nel nuovo testo.
La tesi secondo la quale il codice di procedura civile sarebbe stato un codice "chiovendiano" riuscì a influenzare tutta la dottrina successiva, fino ai giorni nostri. Tant'è che la "novella" con cui nel 1950 il codice fu in parte allineato su principi del testo previgente fu accolta dai processualisti vicini a Calamandrei come una vera e propria "controriforma". In realtà alle modifiche introdotte nel 1950 contribuì lo stesso Calamandrei. Nel 1947 in quanto membro dell'Assemblea costituente egli fu chiamato a far parte del comitato consultivo per l'esame del disegno di legge originario, il pdl n. 7 del 27 febbraio 1947 (noto come "Gullo-Pellegrini"). E nel 1949, come componente della commissione Giustizia della Camera dei Deputati (sedute del 26 ottobre e 22-25 novembre) presentò numerosi emendamenti, alcuni dei quali approvati, al disegno di legge di ratifica del decreto legislativo 5 maggio 1948 n. 483, messo a punto dal ministero della Giustizia sulla base delle proposte del comitato.

### La seconda guerra mondiale
(Piero Calamandrei)
Contrario all'ingresso dell'Italia nella seconda guerra mondiale a fianco della Germania, nel 1941 aderì al movimento Giustizia e Libertà e un anno dopo fu tra i fondatori del Partito d'Azione insieme a Ferruccio Parri, Ugo La Malfa e altri. In questo periodo (1939-1945) tenne un diario, pubblicato nel 1982.
Nel maggio 1943 Calamandrei - accusato di disfattismo da un suo collega appena rientrato dal fronte - fu convocato in questura per un interrogatorio. Calamandrei negò gli addebiti e interessò del fatto il nuovo ministro di Grazia e Giustizia Alfredo De Marsico, che gli garantì protezione presso lo stesso Mussolini. Lo stesso Arrigo Serpieri, rettore dell'Università di Firenze, il 17 maggio inviò anch'esso una lettera al ministero dell'educazione nazionale, invitando il Ministro a non prendere decisioni affrettate nel caso relativo a Calamandrei.
Il 31 agosto 1943, subito dopo la caduta del fascismo, fu nominato Rettore dell'Università di Firenze, ma dopo l'armistizio dell'8 settembre 1943 precauzionalmente lasciò Firenze, trasferendosi prima a Treggiaia e successivamente dimettendosi da Rettore il 2 ottobre. In seguito si trasferì a Collicello Umbro dove rimase fino alla liberazione di Roma nel giugno 1944. Nel frattempo era anche stato colpito da mandato di cattura da parte delle autorità della Repubblica Sociale Italiana. Suo figlio Franco fu un partigiano attivo durante questo periodo, nel Partito Comunista Italiano.
Dopo la liberazione di Firenze ritornò nella sua città nell'agosto 1944 e riprese nel settembre successivo ad esercitare il suo ruolo di rettore dell'Università fino al 1947. Calamandrei fu inoltre autore di numerose poesie ed epigrafi celebrative del mito della resistenza.

### Il dopoguerra e l'attività politica

Calamandrei in una foto del 1946

Nel gennaio del 1945, a Firenze, Calamandrei fondò l'Associazione Federalisti Europei insieme ad altri importanti personalità tra cui Corrado Tumiati, Giacomo Devoto, Paride Baccarini e Enzo Enriques Agnoletti. Finita la guerra, nel 1945 fu nominato membro della Consulta Nazionale in rappresentanza del Partito d'Azione.
Nel giugno 1946 venne eletto all'Assemblea Costituente per il Partito d'Azione. Partecipò attivamente ai lavori parlamentari come componente della Giunta delle elezioni, della commissione d'inchiesta e della Commissione per la Costituzione (detta "dei 75"). I suoi interventi nei dibattiti dell'Assemblea ebbero larga risonanza: specialmente i suoi discorsi sul piano generale della Costituzione, sui Patti lateranensi, sulla indissolubilità del matrimonio, sul potere giudiziario.
Calamandrei propose una repubblica presidenziale con "pesi e contrappesi", come negli Stati Uniti, o un sistema di premierato sul modello Westminster britannico, per evitare la debolezza dei governi, come si verificò poi puntualmente durante la storia della repubblica, e, allo stesso tempo, impedire la deriva autoritaria insita sia nel troppo potere, sia nel disordine delle istituzioni, come era avvenuto col fascismo. Retrospettivamente, fu suo il giudizio sulla Costituzione "tripartitica", "di compromesso", nella quale le forze di destra per compensare quelle di sinistra per "una rivoluzione mancata" concessero loro "una rivoluzione promessa". Nonostante ciò, difese sempre la repubblica parlamentare e la Costituzione, così come erano uscite dal dibattito democratico nella Costituente.
Quando il Partito d'Azione si sciolse, entrò a far parte dell'Unione dei Socialisti, nelle cui liste (che si presentarono insieme a quelle del Partito Socialista dei Lavoratori Italiani) fu eletto nel 1948 deputato alla Camera. Nel 1949 l'Unione dei Socialisti confluì nel Partito Socialista Unitario, il quale nel 1951 si fuse con il PSLI dando vita al Partito Socialista Democratico Italiano. Definito da The Economist come the most impressive private member in the House, fu contrario alla «legge truffa»: quando fu votata anche con l'appoggio del PSDI, fondò dapprima il movimento politico Autonomia Socialista e nel 1953, prese parte alla fondazione del movimento di Unità Popolare con il vecchio amico Ferruccio Parri: nonostante l'esiguo risultato ottenuto alle elezioni di quell'anno, ciò fu decisivo affinché la Democrazia Cristiana e i partiti suoi alleati non raggiungessero la percentuale di voti richiesta dalla nuova legge per far scattare il premio di maggioranza.
Avvocato di fama, fu presidente del Consiglio Nazionale Forense dal 1946 alla morte. Accademico dei Lincei, direttore dell'Istituto di diritto processuale comparato dell'Università di Firenze, fu direttore della Rivista di diritto processuale, de Il Foro toscano e del Commentario sistematico della Costituzione italiana. Non erano queste le sue prime esperienze giornalistiche: nell'aprile del 1945 aveva infatti fondato il settimanale politico-letterario Il Ponte. Memorabile il suo "Elogio dei giudici scritto da un avvocato" in cui condensa l'esperienza professionale e accademica di 40 anni di attività. Collaborò inoltre con la rivista Belfagor.
Il 26 gennaio 1955 tenne a Milano un famoso discorso presso la Società Umanitaria, rivolto ad alcuni studenti universitari e delle scuole medie superiori - che avevano autonomamente organizzato un ciclo di conferenze sulla Costituzione italiana, nonostante la contrarietà delle loro scuole e anche la contestazione fisica di altri studenti organizzati dalla destra - verteva sui principi della Costituzione Italiana e della libertà. Il discorso era animato da un'ispirazione risorgimentale ed il suo finale è rimasto celebre:
(Piero Calamandrei, 26 gennaio 1955)
Nello stesso periodo compì anche un viaggio in Cina, con altri giuristi ed esponenti socialdemocratici e liberalsocialisti, tra cui Norberto Bobbio.

### Gli ultimi anni e la morte
Nel febbraio del 1956, l'attivista e sociologo Danilo Dolci organizza a Trappeto lo "sciopero alla rovescia" per opporsi pacificamente alla cronica mancanza di lavoro per i braccianti siciliani del tempo, organizzando la sistemazione di una strada comunale abbandonata all'incuria. Durante i lavori di sterramento e assestamento la manifestazione viene repressa da una carica della polizia. Dolci viene arrestato e sarà Calamandrei che ne prenderà le difese in un seguitissimo processo. In accordo con Dolci, Calamandrei incanalò il processo in un dibattito sul quarto articolo della Costituzione. Nella sua arringa dichiarò: "Aiutateci, signori giudici, colla vostra sentenza, aiutate i morti che si sono sacrificati e aiutate i vivi a difendere questa Costituzione, che vuole dare a tutti i cittadini del nostro Paese pari giustizia e pari dignità".
Morì a Firenze qualche mese dopo, il 27 settembre 1956, a 67 anni, per le complicazioni di un intervento chirurgico.
A lui sono dedicate vie a Roma e in molte cittadine toscane.
È sepolto nel cimitero fiorentino di Trespiano.

## Archivio
I nuclei in cui oggi si divide l'archivio Calamandrei sono quattro, conservati a Trento, Firenze, Roma e Montepulciano.
Cronologicamente il primo ad uscire dal complesso originario fu quello donato nel 1960 dalla moglie Ada Cocci al Museo storico del Trentino, comprendente i documenti relativi alla partecipazione del marito alla Grande guerra e in particolare all'ingresso delle truppe italiane in Trento avvenuto il 3 novembre 1918.
Il secondo è quello conservato presso l'Istituto Storico Toscano della Resistenza e dell'Età contemporanea di Firenze (ISRT).
Il terzo nucleo è quello depositato nel 2007 dalla nipote Silvia Calamandrei presso la fondazione Centro d'iniziativa giuridica Piero Calamandrei di Roma, che conserva documenti di natura strettamente giuridica.
Infine il quarto nucleo documentario è stato donato nel 2008 alla Biblioteca archivio Piero Calamandrei di Montepulciano e comprende le carte più strettamente private del giurista fiorentino e della sua famiglia. Donato a partire dal 1960 da Ada Cocci, il fondo conservato presso l'ISRT rispecchia fedelmente l'ordinamento che fu dato alle carte negli anni '60 del '900 da Maria Piani Vigni, storica segretaria di Piero Calamandrei. A tale ordinamento, basato su di un criterio essenzialmente tematico, è seguito negli anni 2000 un lavoro di inventariazione analitica delle carte a cura di Michela Nicastro.
Dal 2024 l'archivio Calamandrei è consultabile online su un'unica piattaforma.

## Il dibattito sulla figura

### Citazioni
Il suo discorso al III Congresso dell'Associazione a difesa della scuola nazionale, Roma, 11 febbraio 1950, in difesa della scuola pubblica, e in particolare la parte «Facciamo l'ipotesi», è stato spesso citato nel 2008 contro le politiche in materia d'istruzione del governo Berlusconi e del ministro Mariastella Gelmini. Il discorso è stato ripreso anche da Tullio De Mauro, in un suo articolo.

### Il ruolo di giurista
Della sua vasta produzione giuridica, è da ricordare soprattutto l'Introduzione allo studio delle misure cautelari del 1936 una trattazione all'avanguardia, che farà compiere un vero e proprio balzo in avanti alla scienza processuale italiana. Gli spunti di questo lavoro sono interamente confluiti nel libro quarto del codice di procedura civile del 1942, e segnatamente nel capo terzo (articoli da 670 a 702 del vecchio testo). La giurisprudenza e le novelle successive all'entrata in vigore del codice ricalcheranno fedelmente il percorso tracciato da Calamandrei, secondo cui "compito della scienza
del diritto è quello di suggerire nuove prospettive avendo la
consapevolezza che tutto ciò che ne verrà fuori, in termini di teoria e di riflessioni dottrinali, risulterà sempre incompatibile con la verità, la certezza e la conoscenza"; ciò perché Calamandrei "porta avanti una battaglia intellettuale contro il formalismo kelseniano (...) e contro tutti coloro che, al pari di Francesco Carnelutti, pensano i concetti del diritto come solide verità. Le costruzioni astratte della scienza giuridica per Calamandrei non potrebbero
ambire a traguardi surreali, come la pretesa di individuare
certezze metafisiche volte ad accompagnare dall’alto i ritmi storici e revisionabili del diritto positivo".
"Secondo Calamandrei, la concezione del diritto libero, che è suscettibile di essere spiegata e accettata sul piano filosofico (se si confina l’attività legislativa nel mondo delle irrealtà e si vede nella fase applicativa delle norme e dunque nella funzione del giudice la sola e vera volizione del diritto), sul terreno pratico deve essere recisamente rigettata, se all’individuo e alla collettività si vuol dare la preventiva sicurezza, rispetto alle azioni da compiere e alle pretese da avanzare, di una valutazione precisa che verrà fatta della condotta, o dell’omissione, in termini di legittimità o di illiceità. La giustizia del caso singolo, contrapposta alla legge generale e astratta in una rapida ed efficace semplificazione di linguaggio, di concetti e di scelte positive, lascia al contrario i soggetti nella più grave incertezza, affidando la soluzione dei conflitti alla discrezione e all’arbitrio di chi è chiamato a decidere e cancellando la distinzione tra politica e giurisdizione, una separazione che all’una deve attribuire il compito di formulare il precetto, mentre alla funzione giudiziale spetta la traduzione dell’astratta previsione in regola dell’ipotesi verificata".

### I rapporti col fascismo
I rapporti tra Calamandrei e il fascismo, negli ultimi anni, sono stati oggetto di un acceso dibattito tra gli studiosi del diritto processuale civile. In particolare autori come Franco Cipriani, da un lato hanno contestato l'effettiva adesione di Calamandrei a Giustizia e Libertà ed al Partito d'Azione, dall'altro hanno evidenziato la stretta collaborazione del maestro fiorentino con Dino Grandi nella redazione del codice di procedura civile (v. supra). Secondo tale orientamento Calamandrei, pur restando sempre antifascista, tenne - ad onor del vero al pari di quasi tutti gli intellettuali italiani - una condotta relativamente ambigua, dal momento che si trovò a diventare uno dei più stretti collaboratori di Grandi nella redazione di un codice "fascista", ed arrivando a predisporre il testo della stessa Relazione ministeriale, firmata poi dallo stesso Guardasigilli. Secondo altra dottrina i rapporti tra Calamandrei e il fascismo, ed in particolare tra Calamandrei e Grandi (ed il conseguente apporto del giurista alla redazione del codice di rito), andrebbero letti come un tentativo di - per così dire - "limitare il più possibile i danni"; evitare, cioè, che la legislazione italiana (e quel che più conta l'imminente codice processuale) imboccasse una deriva nazionalsocialista. In ogni caso, il regime fascista lo sorvegliò come antifascista sin dal 1931, registrando il suo nominativo nel Casellario politico centrale.

## ''Lapide ad ignominia'', l'epigrafe a Kesselring
(Piero Calamandrei, Lapide ad ignominia)
Lo avrai
camerata Kesselring
il monumento che pretendi da noi italiani
ma con che pietra si costruirà
a deciderlo tocca a noi.
Non coi sassi affumicati
dei borghi inermi straziati dal tuo sterminio
non colla terra dei cimiteri
dove i nostri compagni giovinetti
riposano in serenità
non colla neve inviolata delle montagne
che per due inverni ti sfidarono
non colla primavera di queste valli
che ti videro fuggire.
Ma soltanto col silenzio dei torturati
più duro d'ogni macigno
soltanto con la roccia di questo patto
giurato fra uomini liberi
che volontari si adunarono
per dignità e non per odio
decisi a riscattare
la vergogna e il terrore del mondo.
Su queste strade se vorrai tornare
ai nostri posti ci ritroverai
morti e vivi collo stesso impegno
popolo serrato intorno al monumento
che si chiama
ora e sempre
RESISTENZA

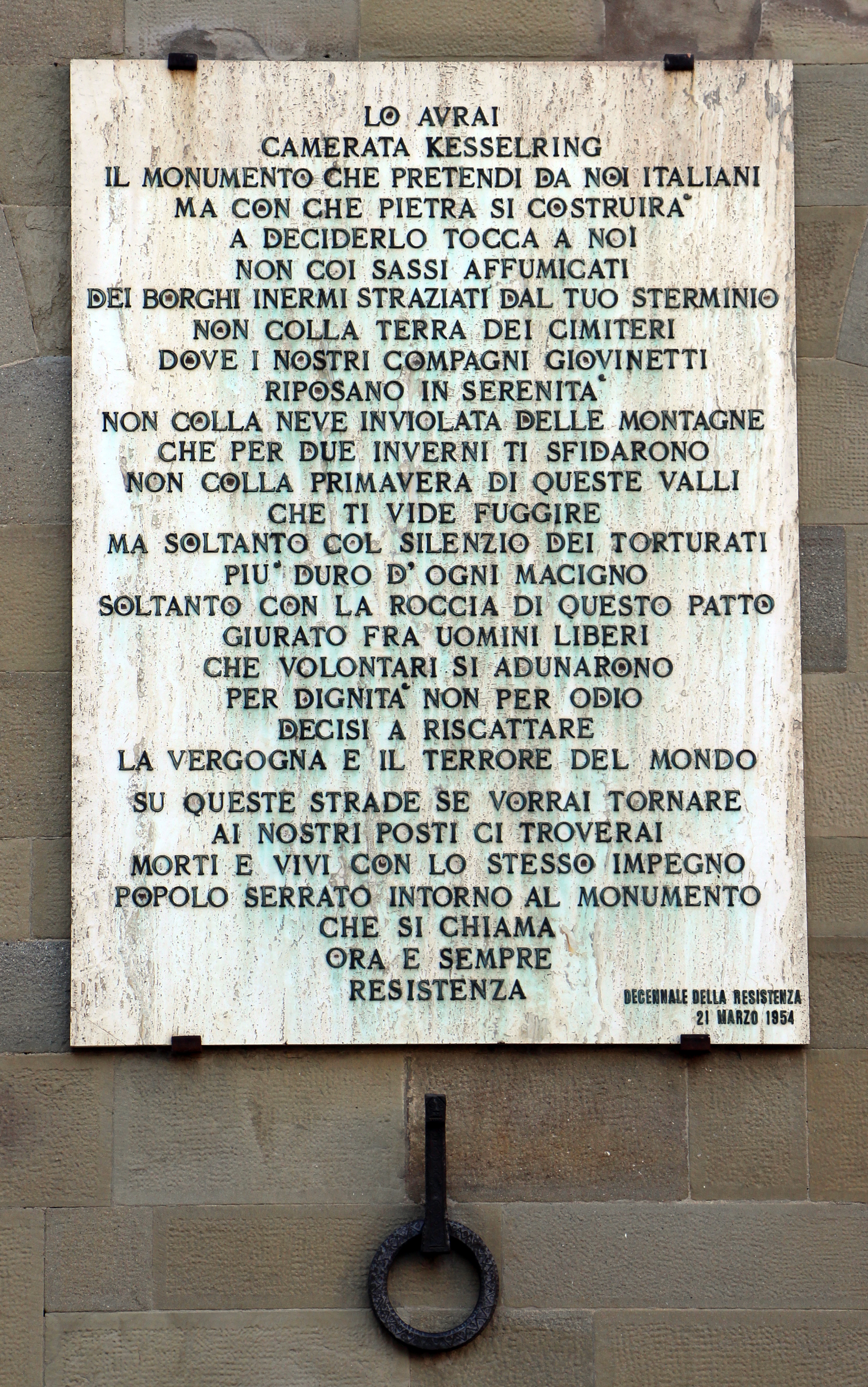
La "Lapide ad ignominia" epigrafe scolpita sul marmo a Borgo San Lorenzo

Un suo testo particolarmente noto è l'epigrafe dedicata ad Albert Kesselring.
Durante il secondo conflitto mondiale Kesselring  fu il comandante delle forze armate germaniche in Italia, e a fine conflitto (1947) fu processato e condannato a morte per i numerosi eccidi che l'esercito nazista aveva commesso ai suoi ordini (Fosse Ardeatine, Strage di Marzabotto e molte altre). La condanna fu poi commutata in ergastolo, ma nel 1952 fu liberato per presunte gravi condizioni di salute. In realtà, Kesselring visse altri otto anni libero nel suo Paese, dove divenne quasi oggetto di culto negli ambienti neonazisti della Baviera.
Una volta tornato libero, Kesselring affermò di non essere affatto pentito di ciò che aveva fatto durante i 18 mesi nei quali aveva tenuto il comando in Italia e, anzi, dichiarò che gli italiani avrebbero dovuto erigergli un monumento per il bene che secondo lui aveva loro fatto. Fu in risposta a queste affermazioni che Piero Calamandrei scrisse la celebre epigrafe, dedicata a Duccio Galimberti, "Lo avrai, camerata Kesselring...", il cui testo fu posto sotto una lapide ad ignominia di Kesselring stesso, deposta dal comune di Cuneo, e poi affissa anche a Montepulciano (in località Sant'Agnese), a Sant'Anna di Stazzema, ad Aosta, ai piedi del Faro della Libertà di Prarostino, all'ingresso delle cascate delle Marmore, a Borgo San Lorenzo (sull'antico palazzo del Podestà), a San Marcello Pistoiese (all'esterno del Municipio), sulle alture di Vado Ligure (in località Rocche Bianche).

## Opere

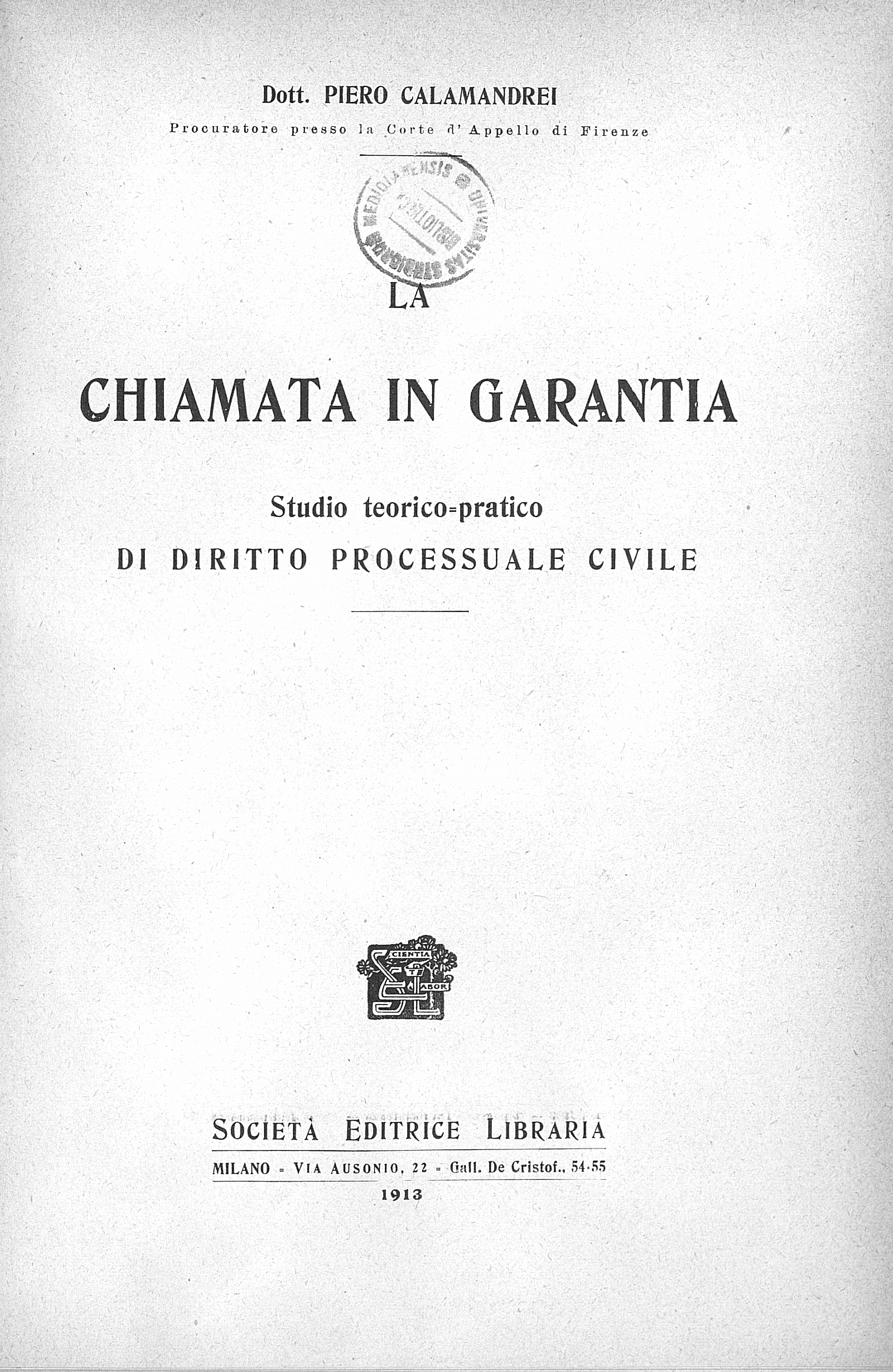
Chiamata in garantia, 1913

- Chiamata in garantia, Milano, Società Edittrice Libraria, 1913.
- Troppi avvocati!, Quaderni della Voce, Firenze, 1921.
- Elogio dei giudici scritto da un avvocato, Direnze, Le Monnier, 1935. - III ed. raddoppiata, Le Monnier, 1954; introduzione di Paolo Barile, Firenze, Ponte alle Grazie, 1989.
- Delle buone relazioni fra giudici e avvocati nel nuovo processo civile. Due dialoghi, Firenze, Le Monnier, 1941.
- Inventario della casa di campagna, Roma, Tumminelli, 1945. [I ed. privata 1941]; a cura di G. Mazzoni Rajna, Firenze, La Nuova Italia, 1965; prefazione di Giorgio Luti, Vallecchi, 1989; a cura di Christophe Carraud, Edizioni di Storia e Letteratura, 2013, ISBN 978-88-6372-489-9.
- Costruire la democrazia. Premesse alla Costituente, Edizioni U, 1946; Montepulciano (Siena), Le Balze, 2004.
- Uomini e città della Resistenza, Bari, Laterza, 1955. - a cura di Sergio Luzzatto, prefazione di Carlo Azeglio Ciampi, Laterza, 2006.
- Parlare di Firenze, Firenze, La Nuova Italia, 1958.
- Opere giuridiche, a cura di Mauro Cappelletti, 10 voll., Morano, Napoli.
- Scritti e discorsi politici (vol. I: Storia di dodici anni; vol.II: Discorsi parlamentari e politica costituzionale), a cura di Norberto Bobbio, La Nuova Italia, Firenze 1966.
- Lettere 1915-1956, 2 voll., a cura di Giorgio Agosti e Alessandro Galante Garrone, Firenze, La Nuova Italia, 1968.
- Scritti ed inediti celliniani, Firenze, La Nuova Italia, 1971.
- La burla di Primavera con altre fiabe, e prose sparse, Palermo, Sellerio, 1987.
- In difesa dell'onestà e della libertà della scuola, Palermo, Sellerio, 1994.
- Diario (1939-1945), a cura di Giorgio Agosti e Alessandro Galante Garrone, Firenze, La Nuova Italia, 1982; riedizione 1997.
- La Costituzione e leggi per attuarla, Milano, Giuffré, 2000.
- Futuro postumo: testi inediti 1950, a cura di Silvia Calamandrei, Montepulciano (SI), Le Balze, 2004.
- Costituzione e le leggi di Antigone, Firenze, Sansoni, 2004.
- Ada con gli occhi stellanti. Lettere 1908-1914, Palermo, Sellerio 2005.
- Zona di guerra. Lettere, scritti e discorsi (1915-1924), a cura di S. Calamandrei e A. Casellato, Collana Storia e Società, Roma-Bari, Laterza, 2007.
- Una famiglia in guerra. Lettere e scritti (1939-1956), con Franco Calamandrei, a cura di Alessandro Casellato, Roma-Bari, Laterza, 2008.
- Fede nel diritto, Roma-Bari, Laterza, 2008.
- Per la scuola, Palermo, Sellerio, 2008.
- Lo Stato siamo noi, prefazione di Giovanni De Luna, Milano, Chiarelettere, 2011. [raccolta di interventi e scritti dal 1946 al 1956].
- Chiarezza nella Costituzione, introduzione di C. A. Ciampi, Roma, Ed. di Storia e Letteratura, 2012.
- Non c'è libertà senza legalità, Roma-Bari, Laterza 2013.
- Il fascismo come regime della menzogna, Roma-Bari, Laterza, 2014.
- Il mio primo processo, Milano, Ed. Henry Beyle, 2014.
- Un incontro con Piero Della Francesca, Milano, Ed. Henry Beyle, 2015.
- Gli avvocati, Milano, Ed. Henry Beyle, 2015.
- Diario (1939-45), edizione integrale riscontrata su manoscritto, Roma, Edizioni di Storia e Letteratura, 2015.
- Colloqui con Franco, Roma, Edizioni di Storia e Letteratura, 2016, ISBN 978-88-6372-884-2.
- Vino colorato artificialmente con sostanza vietata dalla legge, Milano, Ed. Henry Beyle, 2016.
- La politica non è una professione, Milano, Edizioni Henry Beyle, 2018.